# Surazomus inexpectatus
Espèce
Surazomus inexpectatus est une espèce de schizomides de la famille des Hubbardiidae.

## Distribution
Cette espèce est endémique du Costa Rica. Elle se rencontre dans le canton de Coto Brus dans la province de Puntarenas.

## Description
Le mâle holotype mesure 2,80 mm.

## Publication originale
- Armas, Villarreal & Víquez, 2010 : Nuevas especies de Surazomus Reddell & Cokendolpher, 1995 (Schizomida: Hubbardiidae) de Costa Rica. Papéis Avulsos de Zoologia (São Paulo), vol. 50, no 37, p. 579‑586 (texte intégral).